# Platytetranychus multidigituli
Platytetranychus multidigituli är en spindeldjursart som först beskrevs av Ewing 1917.  Platytetranychus multidigituli ingår i släktet Platytetranychus och familjen Tetranychidae. Inga underarter finns listade i Catalogue of Life.